# I cieli di vetro
I cieli di vetro è un romanzo di Guido Conti edito da Guanda e vincitore nel 1999 del Premio Selezione Campiello.

## Trama
Ulisse Lilloni è un giovane robusto e alto. Sua madre Gina l'ha messo al mondo con un parto difficile: la sua nascita è stata tanto straordinaria da suscitare una grande attesa nella comunità locale della Bassa padana. Un giorno, mentre pedala lungo una strada ghiaiosa verso casa, nota una ragazza sconosciuta che lo saluta da una finestra. Nei giorni seguenti cerca di rivederla, ma la finestra rimane chiusa. La sua sorellina Maria, che non parla, si accorge del cambiamento in Ulisse.

## Edizioni
- Guido Conti, I cieli di vetro, Milano, Guanda, 1999, ISBN 978-8882461263.